# Lycocerus yamatensis
Lycocerus yamatensis is een keversoort uit de familie soldaatjes (Cantharidae). De wetenschappelijke naam van de soort werd in 2005 gepubliceerd door Okushima.